# Phthirpediculus brygooi
Phthirpediculus brygooi är en insektsart som beskrevs av Clay 1977. Phthirpediculus brygooi ingår i släktet Phthirpediculus och familjen ledlöss. Inga underarter finns listade i Catalogue of Life.